# III. Vilmos holland király
III. Vilmos (teljes nevén Vilmos Sándor Pál Frigyes Lajos, hollandul Willem Alexander Paul Frederik Lodewijk; 1817. február 19. – 1890. november 23.) Hollandia királya és Luxemburg nagyhercege 1849-től 1890-ig, valamint Limburg hercege 1849-től a hercegség 1866-os megszűnéséig.

## Ifjúsága
Vilmos 1817. február 19-én született az akkor a Holland Királysághoz tartozó Brüsszelben, a Nemzet Palotájában (Palais de la Nation, ma a belga parlament székhelye). Apja II. Vilmos holland király, anyja Anna Pavlovna Romanova (I. Sándor orosz cár húga) volt. Öt gyermekük közül Vilmos volt a legidősebb. Vilmos fiatal korában a hadseregben szolgált. 

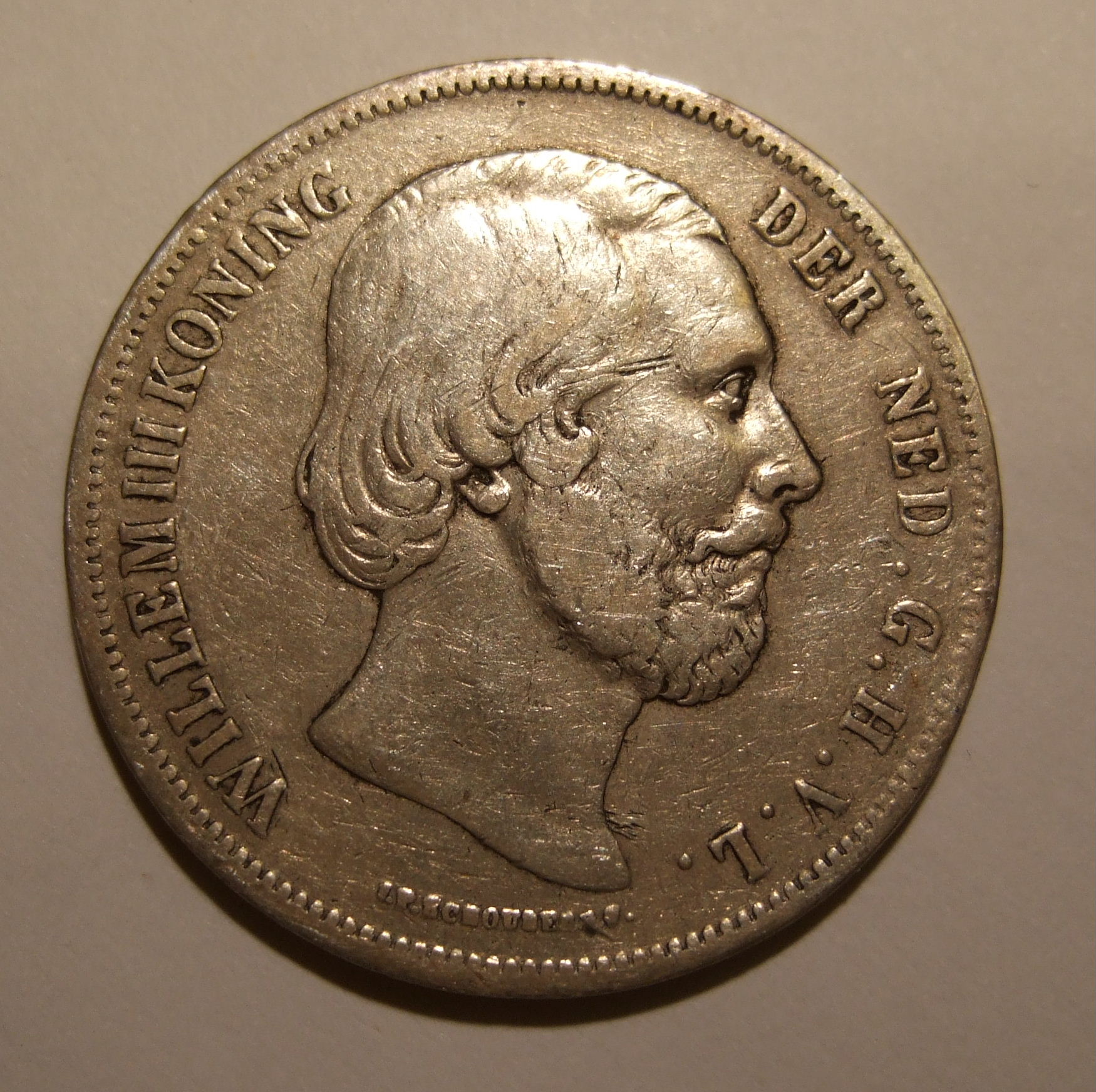
Holland pénzérme 1852-ből Vilmos arcképével

1839. június 18-án Stuttgartban összeházasodott unokatestvérével, Württembergi Zsófiával, aki I. Vilmos württembergi király és Jekatyerina Pavlovna Romanova lánya volt. Házasságuk boldogtalannak bizonyult, Zsófia liberális, művészetpártoló értelmiségi volt, aki nem szívelte a katonákat és parancsnoklást; Vilmos viszont politikailag konzervatív volt és szerette a hadseregét. Vilmos több nővel is viszonyt folytatott, és ezeket nem is titkolta különösebben; ezenkívül hangulatember is volt, képes volt egyik nap üvöltözni valakivel, másnap pedig már lefegyverzően udvarias volt vele. Zsófia megpróbált elválni tőle, de ezt megakadályozták. 1855 után a házaspár nyaranta már különköltözött.
Vilmos gyűlölte az apja és Johan Rudolf Thorbecke által 1848-ban bevezetett liberális alkotmányos változtatásokat. II. Vilmos úgy vélte, hogy ezekre feltétlenül szükség van a monarchia megóvása érdekében; ebben Zsófia is az ő pártján állt. Vilmos azonban fölöslegesnek ítélte a királyi hatalom korlátozását és legszívesebben nagyapja, I. Vilmos módjára, felvilágosult abszolutista uralkodóként kormányzott volna. Felvetette, hogy lemond trónöröklési jogáról Henrik öccse, vagy legidősebb fia javára, de anyja lebeszélte róla; erre egyébként a holland alkotmány sem nyújtott lehetőséget.
1849. március 17-én II. Vilmos meghalt és III. Vilmos néven ő örökölte a holland királyi címet. Vilmos ekkor Angliában tartózkodott, Cleveland hercegnőjének vendégeként és fontolgatta, hogy nem fogadja el a trónt, de végül rábeszélték, hogy térjen vissza Amszterdamba. A későbbiekben is többször felvetette, hogy lemond legidősebb Vilmos fia javára, különösen amikor az betöltötte 18. életévét. 

## Uralkodása

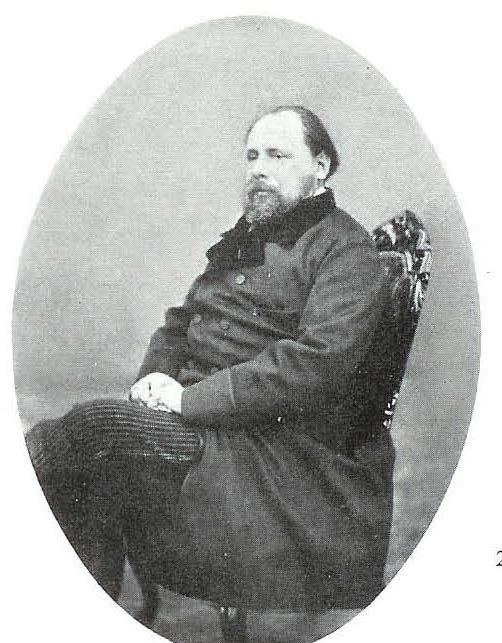
Vilmos 1865-ben

Vilmos első teendője uralkodóként az volt, hogy alá kellett írnia az általa gyűlölt Thorbecke, az 1848-as liberális alkotmány megírójának kormánya beiktatását. 1853-ban aztán, amikor a római katolikus püspöki hierarchia helyreállítása miatt elegendő konzervatív támogatásra tett szert, lemondatta a kormányt. Uralkodása első két évtizedében több kabinetet is lemondatott és a parlamentet is feloszlatta néhány ízben, helyettük általa kinevezett kormány vezette az országot, amíg elegendő parlamenti támogatással rendelkeztek.
1856-ban egy "királyi puccsal" egyoldalúan új, reakciós alkotmányt vezetett be Luxemburgban, melyet saját elvei szerint, a holland politikai rendszertől függetlenül vezetett. 1867-ben Vilmos 5 millió guldenért eladta Luxemburgot a franciáknak, mire a porosz tiltakozás miatt kitört a luxemburgi válság. A londoni nagyhatalmi konferencia végül visszaállította a nagyhercegség függetlenségét és kimondta semlegességét.
Uralkodása során a liberális polgárság körében egyre népszerűtlenebbé vált, de az alsóbb néprétegek kedvelték. A jókora termetű és nagyhangú Vilmos tudott kedves és udvarias is lenni, de hangulatváltozásaival hirtelen erőszakossá és fenyegetővé válhatott. Ilyenkor megütötte vagy megrúgta a szolgáit, megalázta udvaroncait, kínozta az állatait. Miniszterei féltek tőle. A környezetében levők véleménye szerint bizonyos fokig őrült volt. Előfordult, hogy tiszteletlennek vélte Hága polgármesterének viselkedését, ezért megparancsolta letartóztatását és kivégzését; utasítását nem teljesítették.
1877-ben Zsófia királyné meghalt. Vilmos még abban az évben bejelentette, hogy feleségül veszi Eleonore d'Ambre-t, egy francia operaénekesnőt, akiből grófnőt csinált. A kormány és a polgárok tiltakozásának hatására végül elállt ettől a tervétől. Ezután előbb unokatestvérének, Elisabeth von Sachsen-Weimar-Eisenachnak a kezét kérte meg, majd Pauline von Waldeck-Pyrmontnak ígért házasságot, végül az utóbbi húgát, a nála 41 évvel fiatalabb Emmát vette feleségül 1879. január 7-én.
Emma és Vilmos házassága boldognak bizonyult, a király hangulatváltozásai is enyhültek és visszafogta beavatkozásait a politikába. 1880-ban megszületett lányuk, Vilma, aki 1884-ben trónörökössé lett. Vilmosnak első házasságából három fia született, de a középső gyermekkorában agyhártyagyulladásban halt meg (és Zsófia nem bocsátotta meg Vilmosnak, hogy nem hívatott hozzá másik orvost), a harmadik 32 évesen tífuszban hunyt el; a legidősebb fiú pedig szakított családjával, mert nem engedték, hogy elvegye szerelmét, egy grófnőt (a család túlságosan alacsony rangúnak vélte egy királyi herceghez) és Párizsban tivornyázott, míg leromlott egészségi állapota miatt 38 évesen meghalt.

## Halála

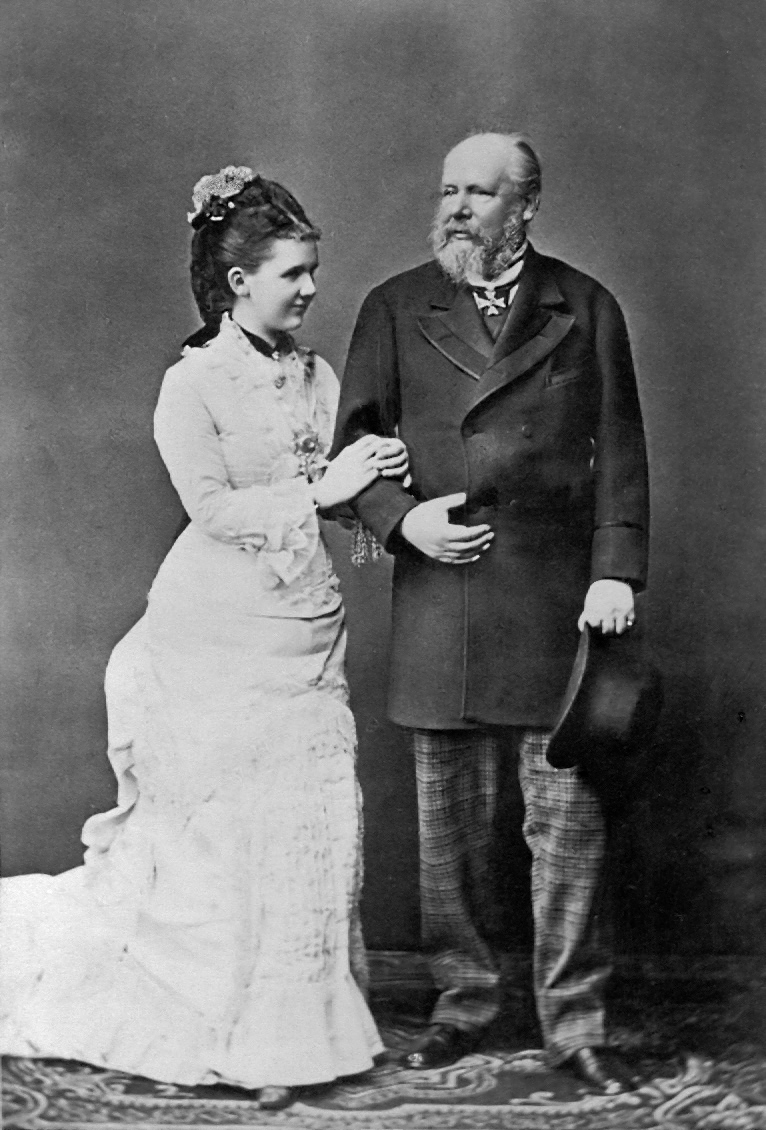
III. Vilmos és második felesége, Emma

Vilmos egészsége 1887 után megromlott, vesebetegségétől szenvedett. 1888-ban még személyesen adott át egy aranyérmet egy mentőhajó kapitányának, aki 20 hajótöröttet mentett ki a tengerből, de azután betegsége súlyosbodott és feleségét és az Államtanácsot nevezték ki régenssé. 1890. november 23-án az apeldoorni Het Loo-palotában meghalt. A trónt a kiskorú Vilma örökölte, aki helyett 18 éves koráig Emma uralkodott régensként. A luxemburgi törvények nem engedték meg a leányági örökösödést, ezért a nagyhercegséget Adolf nassaui herceg örökölte.

## Gyermekei
III. Vilmos első házasságából Württembergi Zsófiával három fia született:
- Vilmos Miklós Sándor Frigyes Károly Henrik (1840–1879)
- Vilmos Frigyes Móric Sándor Henrik Károly (1843–1850)
- Vilmos Sándor Károly Henrik Frigyes (1851–1884)

Második, Waldeck-Pyrmonti Emmával való házasságából egy lánya született
- Vilma Helén Paulina Mária (1880–1962), Hollandia királynője

## Fordítás
- Ez a szócikk részben vagy egészben  a   William III of the Netherlands című angol Wikipédia-szócikk ezen változatának fordításán alapul.  Az eredeti cikk szerkesztőit annak laptörténete sorolja fel. Ez a jelzés csupán a megfogalmazás eredetét és a szerzői jogokat jelzi, nem szolgál a cikkben szereplő információk forrásmegjelöléseként.

## Lásd még
- Hollandia uralkodóinak listája
- Holland uralkodók házastársainak listája
- Hollandia uralkodóinak családfája

| Előző uralkodó: II. Vilmos | Hollandia királya 1849 – 1890 | Következő uralkodó: Vilma |

| Előző uralkodó: II. Vilmos | Luxemburgi nagyherceg 1849 – 1890 | Következő uralkodó: Adolf |